# Brabham BT60
El Brabham BT60 fue la última serie de coches de carreras de Fórmula 1 construidos para el equipo de carreras de Fórmula 1 Brabham. Diseñados por Sergio Rinland, compitieron en los Campeonatos del Mundo de Fórmula 1 de 1991 y 1992. El coche puso fin a los 30 años de construcción de coches de carreras especialmente diseñados por Brabham, que comenzaron con Jack Brabham y Ron Tauranac y el diseño del Brabham BT1 Formula Junior en 1961.

## BT60Y
El primer coche, el BT60Y, estaba propulsado por el motor Yamaha OX99 V12. Fue conducido por Martin Brundle, quien regresaba a Brabham y a la Fórmula 1 nuevamente después de conducir para Jaguar en la temporada 1990 del Campeonato Mundial de Resistencia. El segundo coche del equipo fue conducido por el novato de Fórmula 1 Mark Blundell.
Brabham sólo anotó tres puntos en 1991, con un quinto lugar para Brundle y Blundell logrando un sexto lugar. El equipo terminó décimo en el Campeonato de Constructores.

## BT60B
Para la temporada de Fórmula 1 de 1992, el equipo utilizó una versión modificada del coche, denominada BT60B, que estaba propulsada por el motor Judd GV V10. Los coches fueron conducidos por el belga Eric van de Poele y la novata italiana Giovanna Amati. A mitad de año, Amati fue reemplazado por otro novato de Fórmula 1, el futuro campeón mundial de pilotos Damon Hill. El BT60B fue el último coche de Fórmula 1 producido por Brabham.
La temporada de 1992 fue un completo desastre para el otrora gran equipo Brabham. Después de que van de Poele se clasificara 26º y último y terminara 13º (de nuevo último) en la carrera inaugural en Sudáfrica, ninguno de los coches se clasificó para una carrera hasta la novena ronda, el Gran Premio de Gran Bretaña de 1992, donde Hill se clasificó 26º.
Dos carreras más tarde, el equipo tuvo su última carrera en la Fórmula 1, en el Gran Premio de Hungría, donde Hill le dio al equipo su resultado más alto de la temporada, terminando 11º, unas cuatro vueltas menos que el ganador de la carrera, Ayrton Senna.

## BT61
Brabham cayó en la administración y RM Motorsports intentó comprar el equipo. Durante este tiempo, la empresa contrató a Galmer Engineering para construir un sucesor del BT60B. El BT61 habría competido en la temporada de 1993, pero el desarrollo del coche nunca se completó después de que RM Motorsport no indicara qué motor se utilizaría ni pagara a Galmer Engineering por su trabajo. La empresa nunca completó la compra del equipo y finalmente el equipo fue liquidado.

## Resultados
(Clave) (negrita indica pole position) (cursiva indica vuelta rápida)

| Año     | Motor      | Neu. | N.º | Pilotos           | 1   | 2   | 3   | 4   | 5   | 6   | 7   | 8   | 9   | 10  | 11  | 12  | 13  | 14  | 15  | 16  | Puntos | Pos. |
| ------- | ---------- | ---- | --- | ----------------- | --- | --- | --- | --- | --- | --- | --- | --- | --- | --- | --- | --- | --- | --- | --- | --- | ------ | ---- |
| 1991    | Yamaha V12 | G    |     |                   | USA | BRA | SMR | MON | CAN | MEX | FRA | GBR | GER | HUN | BEL | ITA | POR | ESP | JPN | AUS | 3      | 10.º |
| 1991    | Yamaha V12 | G    | 7   | Martin Brundle    |     |     | 11  | DSQ | Ret | Ret | Ret | Ret | 11  | Ret | 9   | 13  | 12  | 10  | 5   | DNQ | 3      | 10.º |
| 1991    | Yamaha V12 | G    | 8   | Mark Blundell     |     |     | 8   | Ret | DNQ | Ret | Ret | Ret | 12  | Ret | 6   | 12  | Ret | Ret | DNQ | 17  | 3      | 10.º |
| 1992    | Judd V10   | G    |     |                   | RSA | MEX | BRA | ESP | SMR | MON | CAN | FRA | GBR | GER | HUN | BEL | ITA | POR | JPN | AUS | 0      | NC   |
| 1992    | Judd V10   | G    | 7   | Eric van de Poele | 13  | DNQ | DNQ | DNQ | DNQ | DNQ | DNQ | DNQ | DNQ | DNQ |     |     |     |     |     |     | 0      | NC   |
| 1992    | Judd V10   | G    | 8   | Giovanna Amati    | DNQ | DNQ | DNQ |     |     |     |     |     |     |     |     |     |     |     |     |     | 0      | NC   |
| 1992    | Judd V10   | G    | 8   | Damon Hill        |     |     |     | DNQ | DNQ | DNQ | DNQ | DNQ | 16  | DNQ | 11  |     |     |     |     |     | 0      | NC   |
| Fuente: |            |      |     |                   |     |     |     |     |     |     |     |     |     |     |     |     |     |     |     |     |        |      |